# Tadim
Tadim é uma localidade portuguesa sede da Freguesia de Tadim do Município de Braga, freguesia com 2,68 km² de área e 1267 habitantes (censo de 2021), tendo, por isso, uma densidade populacional de 472,8 hab./km².
Tadim foi das freguesias que mais cresceu nos últimos anos, tendo-se verificado um aumento da sua população em 33%. Este aumento da população, naturalmente que não só se deve à centralidade da freguesia mas, também pelos serviços prestados à sua população.
Diz-se que o toponómio Tadim poderá ter origem germânica, significando alegre.
Tadim é servida pelo Caminho de ferro, localizando-se a sua estação ferroviária no centro da freguesia; o edifício da estação foi inaugurado em 1875 (aquando da chegada do comboio a Braga) e totalmente remodelada em 2004 no âmbito da renovação do Ramal de Braga e Linha do Minho.
A freguesia de Tadim goza de um certo nível de centralidade e autonomia dispondo de vários serviços, não só comerciais mas também de carácter social, tendo neste caso a Casa do Povo de Tadim um papel muitíssimo importante. escolas, centro de saúde, ginásio, campo desportivo, pequeno comércio, farmácia e correios.
O atual presidente da junta é Rolando Manuel Oliveira Vilaça, no seu primeiro mandato, eleito pela coligação Juntos por Braga em 26 de setembro de 2021.

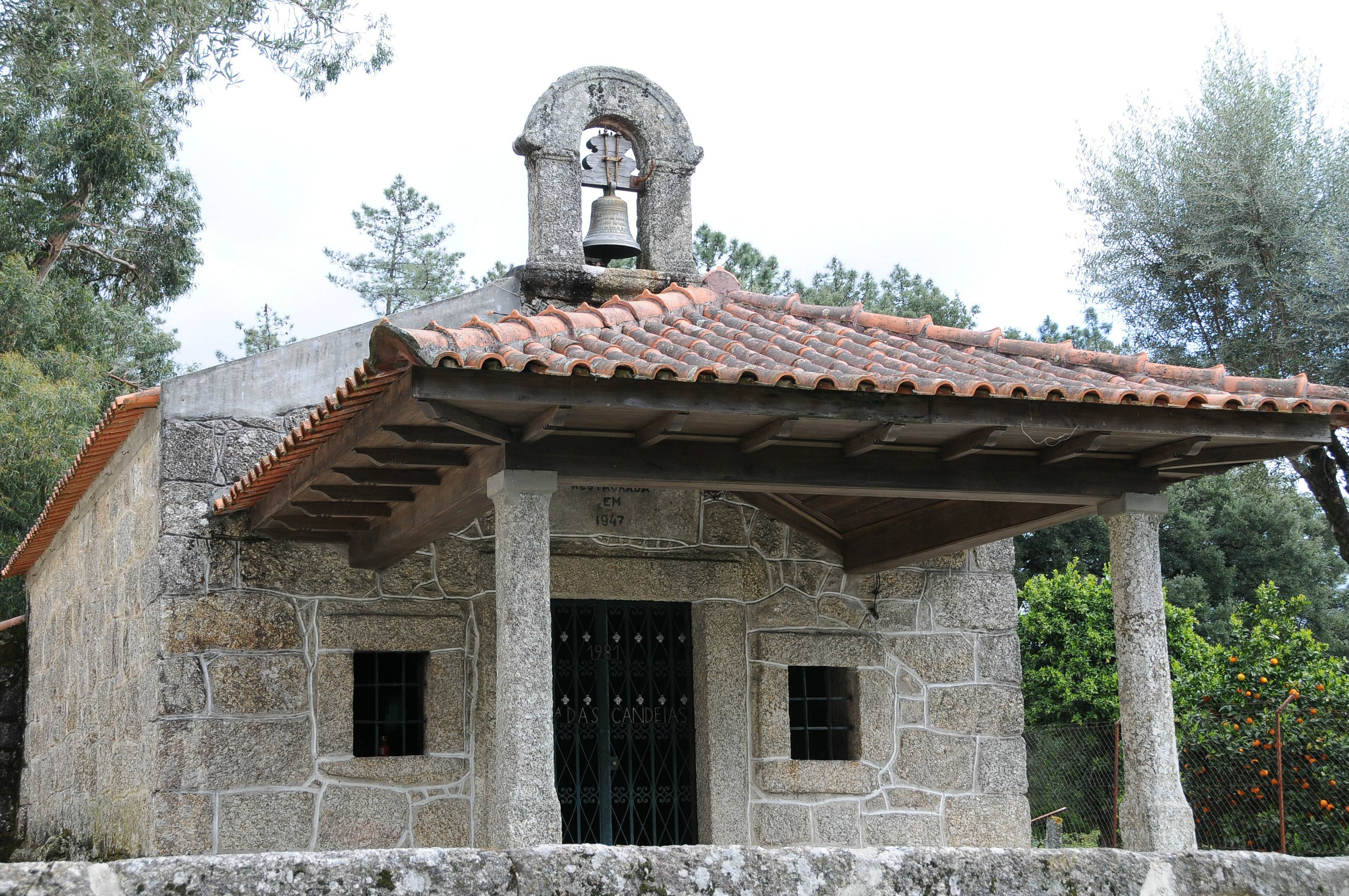
Capela de Nª Srª das Candeias.

## Demografia
Nota: Com lugares desta freguesia foi criada pela Lei nº 90/89, de 12 de setembro, a freguesia de Fradelos.
A população registada nos censos foi:
| Distribuição da População por Grupos Etários | Distribuição da População por Grupos Etários | Distribuição da População por Grupos Etários | Distribuição da População por Grupos Etários | Distribuição da População por Grupos Etários |
| -------------------------------------------- | -------------------------------------------- | -------------------------------------------- | -------------------------------------------- | -------------------------------------------- |
| Ano                                          | 0-14 Anos                                    | 15-24 Anos                                   | 25-64 Anos                                   | > 65 Anos                                    |
| 2001                                         | 171                                          | 134                                          | 463                                          | 118                                          |
| 2011                                         | 204                                          | 127                                          | 656                                          | 156                                          |
| 2021                                         | 197                                          | 149                                          | 716                                          | 205                                          |

## Património
- Igreja Paroquial de S. Bartolomeu de Tadim (Campo ou Largo de S. Bartolomeu de Tadim)
- Capela de N.ª Sr.ª das Candeias (Monte da Bandeira). A actual configuração da capela resulta de intervenção ocorrida no século XVII e restauro no século XX, onde se destacam o alpendre assente em colunas, o retábulo do altar e o manto de N.ª Sr.ª das Candeias. Contudo, em 1548, esta capela era já conhecida como capela de St.ª Maria de Tadim e tinha à sua volta cem carvalhos e castanheiros.
- Aduelas Românicas
- Casa da Passarella (dos Costa Villaça, séc XVIII)
- Casa da Quinta do Sol (de Domingos Braga da Cruz, anos 30)
- Casa de Quintães de Baixo (dos Costa Braga, estilo brasileiro século XIX)
- Casa de Quintães de Baixo - Igreja (dos Sequeira e Silva, século XIX)
- Casa de Quintães de Baixo - Igreja (dos Pereira Vilaça, século XVIII)
- Casa de Quintães de Cima (dos Costa Villaça, séc XIX)
- Casa do Bairro ou de St.ª Maria de Tadim (dos Ferreira Solla (Ray), séc XVIII)
- Casa do Monte Novo (dos Ferreira da Cruz, anos 20)
- Casa do Requivai (dos Costa Braga, estilo brasileiro séc XIX)
- Casa do Villar (dos Ferreira Marques, séc XIX)
- Casal do Assento e Ruínas da Torre de Tadim (adquirido, em 1912, por José António da Cruz. O actual edifício foi construído, nos anos 20, sobre as Ruínas da antiga Torre de Tadim)
- Cruzeiro (Campo ou Largo de S. Bartolomeu de Tadim)
- Escola Primária de Tadim (1877)
- Estação de Caminhos de Ferro de Tadim (1875)
- Marco da Casa de Bragança (Estrada Real Braga - Vila do Conde)

## Famílias
- Antunes
- Almeida Braga
- Nelson Cadeirante
- Braga da Cruz
- Costa Braga
- Costa Vilaça
- Gomes da Cunha
- Ferreira da Cruz
- Ferreira de Solla
- Araújo Antunes
- Pereira da Cruz
- Pereira Vilaça
- Santos Martins
- Sampaio
- Evanilson Pretilson Rocha Tek
- Meca

## Personalidades
- D. Francisco António de Solla (Ray)
- Teresa Monteiro
- D. António de Solla (Ray)
- Sr. Manuel Ferreira de Solla (Ray)
- Doutor Domingos Jozé Villaça
- Comendador Luiz António da Costa Braga
- Visconde de S. Luiz de Braga
- Dr. Carlos de Almeida Braga
- Dr. Luís de Almeida Braga
- Eng. Antenor Marques
- Sr. Vicente d' Oliveira (Ray)
- Sr. Luiz d' Oliveira (Ray)
- Sr. Manuel Justino Pereira da Cruz
- Sr. Alberto Pereira da Cruz
- Sr. Carlos Pereira da Cruz
- Sr. José António da Cruz
- Dr. José Maria Braga da Cruz
- Dr. Domingos Cândido Braga da Cruz
- Dr. Manuel António Braga da Cruz
- Dr. José Alberto Cruz
- Doutor Guilherme Braga da Cruz
- Sr. Carlos Augusto Braga da Cruz
- Sr. Fernando Manuel Braga da Cruz
- D. Domingos da Apresentação Fernandes, Bispo de Aveiro
- Sr. Carlos dos Santos Martins

## Festividades
- Festas em honra de N.ª Sr.ª das Candeias e de S. José (Segunda-feira de Páscoa)
- Festas em honra de S. Bartolomeu e St. António (24 de Agosto)
- Romaria em honra de N.ª S.ª das Candeias (2 de Fevereiro)

## Toponímia Antiga
- Cangosta do Assento
- Cangosta da Passarella ou Carreiro da Fonte
- Estrada Real
- Lugar do Banido
- Lugar do Bairro
- Lugar das Eiras
- Lugar da Estação
- Lugar da Igreja
- Lugar do Monte da Bandeira
- Lugar do Monte Novo
- Lugar da Seara
- Lugar do Trigal
- Lugar de Quintães de Baixo
- Lugar de Quintães de Cima
- Lugar do Villar

## Instituições
- Paróquia de S. Bartolomeu de Tadim
- Junta de Freguesia de Tadim (S. Bartolomeu)
- Escola de Ensino Básico 1º Ciclo
- Escola de Ensino Básico 2º e 3º Ciclo
- Agrupamento de Escolas Trigal de Stª Maria de Tadim
- Extensão de Saúde de Tadim
- Casa do Povo de Tadim
- Estação de Correios de Tadim
- Estação de Caminhos de Ferro de Tadim
- Futebol Clube de Tadim
- Pavilhão Desportivo